# Sollefteå armégarnison
Sollefteå armégarnison (SAG) var en försöksorganisation inom svenska armén som verkade åren 1983–1990. Förbandsledningen var förlagd i Sollefteå garnison i Sollefteå.

## Historia
Sollefteå armégarnison var en myndighet som bilades den 1 juli 1983 som en försöksorganisation, det i syfte att samordna ledningsfunktioner och stödfunktioner vid arméns förband i Sollefteå. Därmed uppgick Västernorrlands regemente (I 21), Västernorrlands försvarsområde (Fo 23), Ådalsbrigaden (IB 21), Ångermanlandsbrigaden (NB 51) och Norrlands trängregemente (T 3). Den 30 juni 1990 upplöstes försöksorganisation och Västernorrlands regemente, Västernorrlands försvarsområde och Norrlands trängregemente bildade åter från den 1 juli 1990 självständiga organisationsenheter inom armén.

## Heraldik och traditioner
Sollefteå armégarnison hämtade sina traditioner från Västernorrlands regemente, där man bland annat förde samma heraldiska vapen som regementet.

## Förbandschefer
Förbandschefen titulerades garnisonschef och var tillika regementschef för Västernorrlands regemente och försvarsområdesbefälhavare, samt hade tjänstegraden överste av första graden.
- 1983–1984: Åke Sagrén
- 1984–1989: Göte Bergerbrant
- 1989–1990: Karl Forssberg

## Namn, beteckning och förläggningsort
| Sollefteå armégarnison | 1983-07-01 | – | 1990-06-30 |

| SAG | 1983-07-01 | – | 1990-06-30 |

| Sollefteå garnison (F) | 1983-07-01 | – | 1990-06-30 |

## Galleri

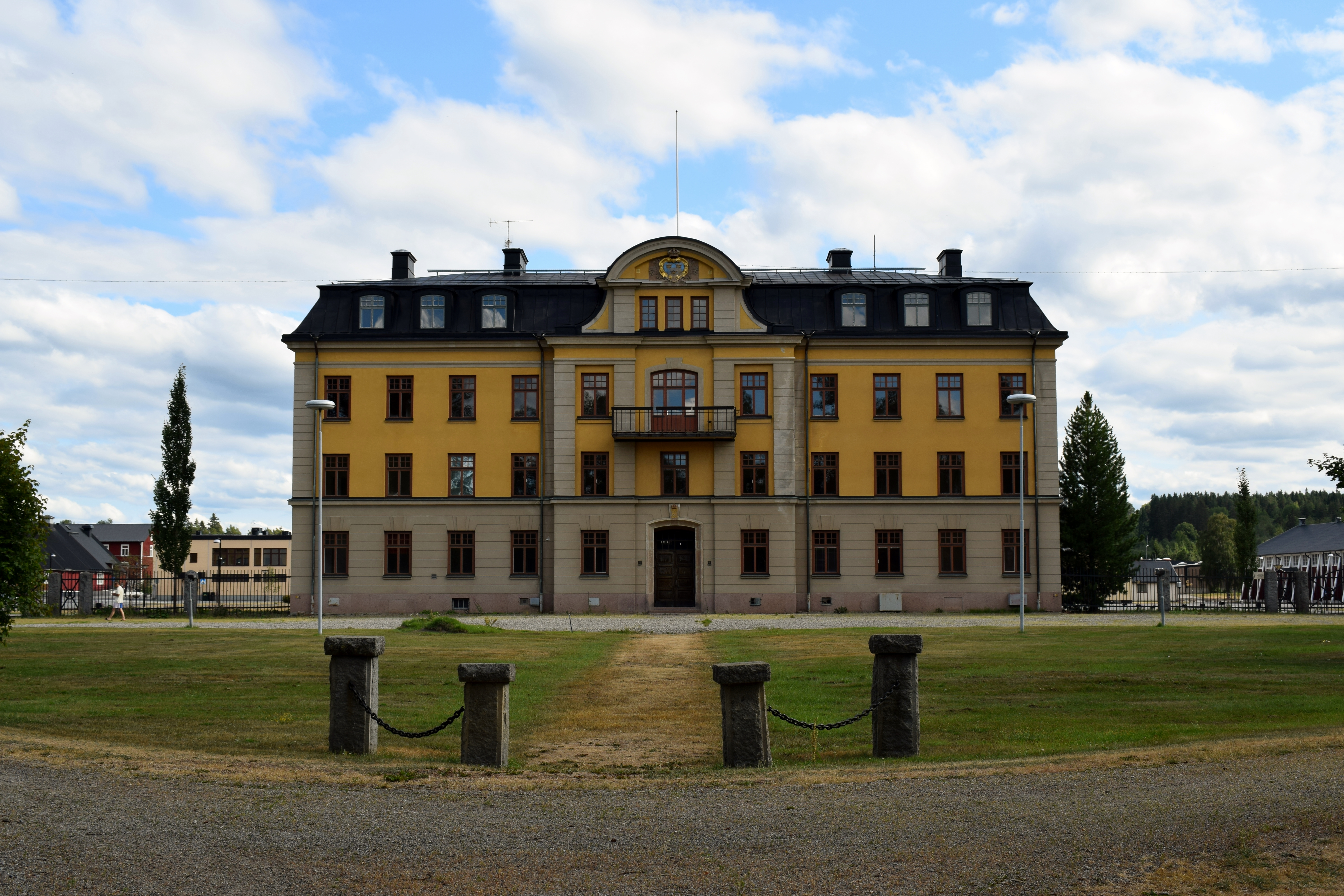
Kanslihuset sett från regementesparken.
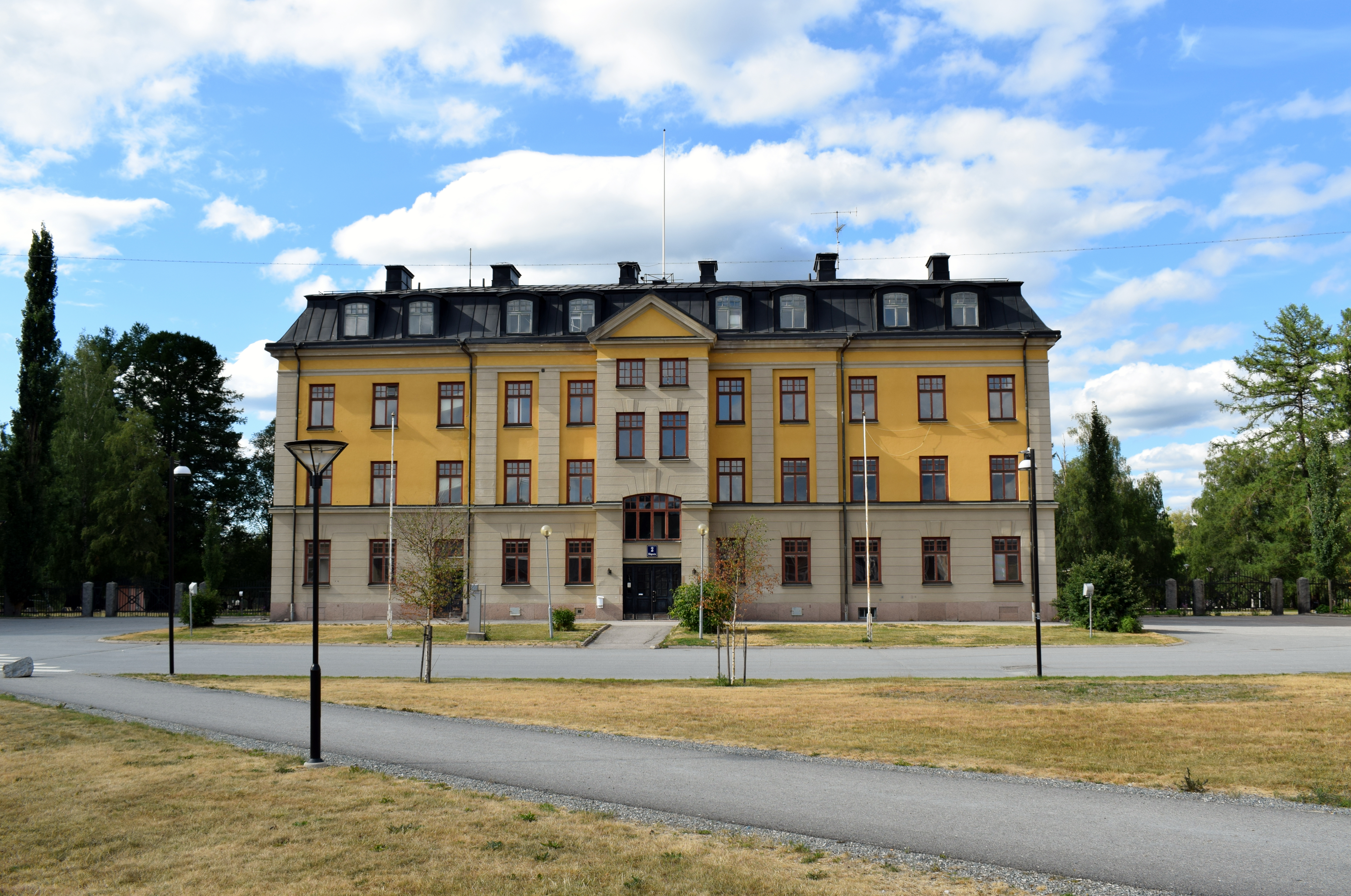
Kanslihuset sett från kaserngården.
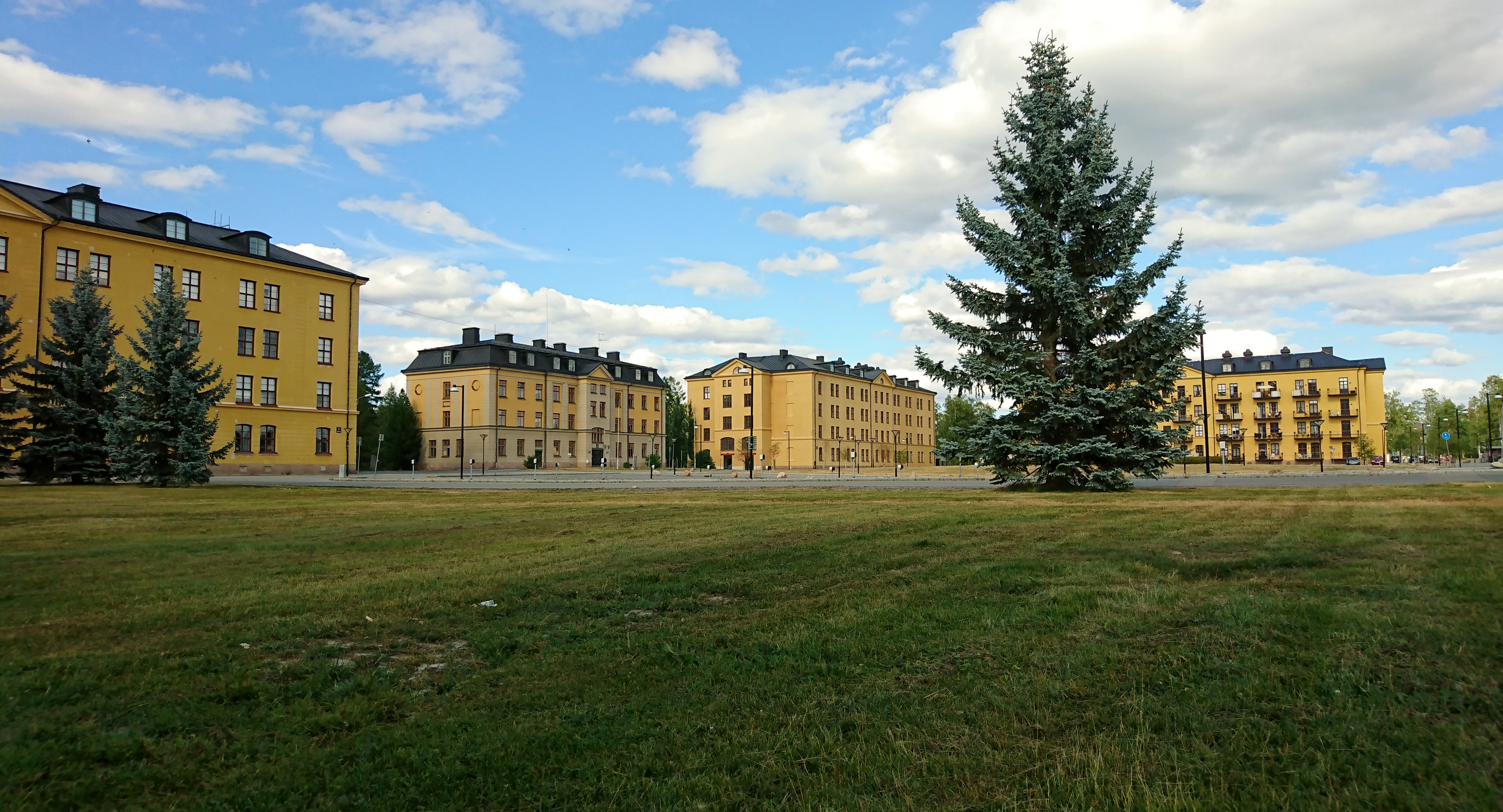
Vy över kasernerna sett från kaserngården.
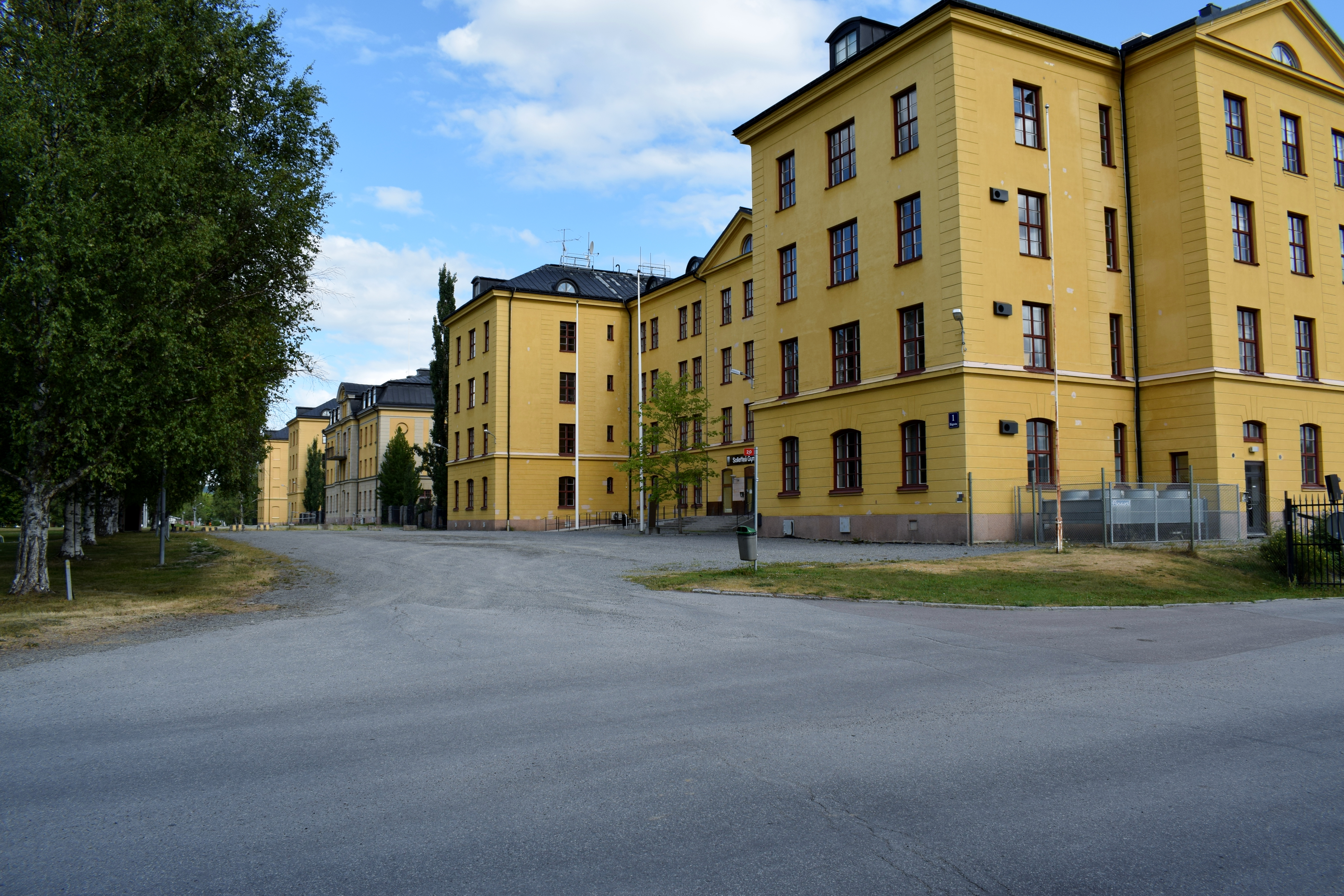
Vy över framsidan av kasernerna.
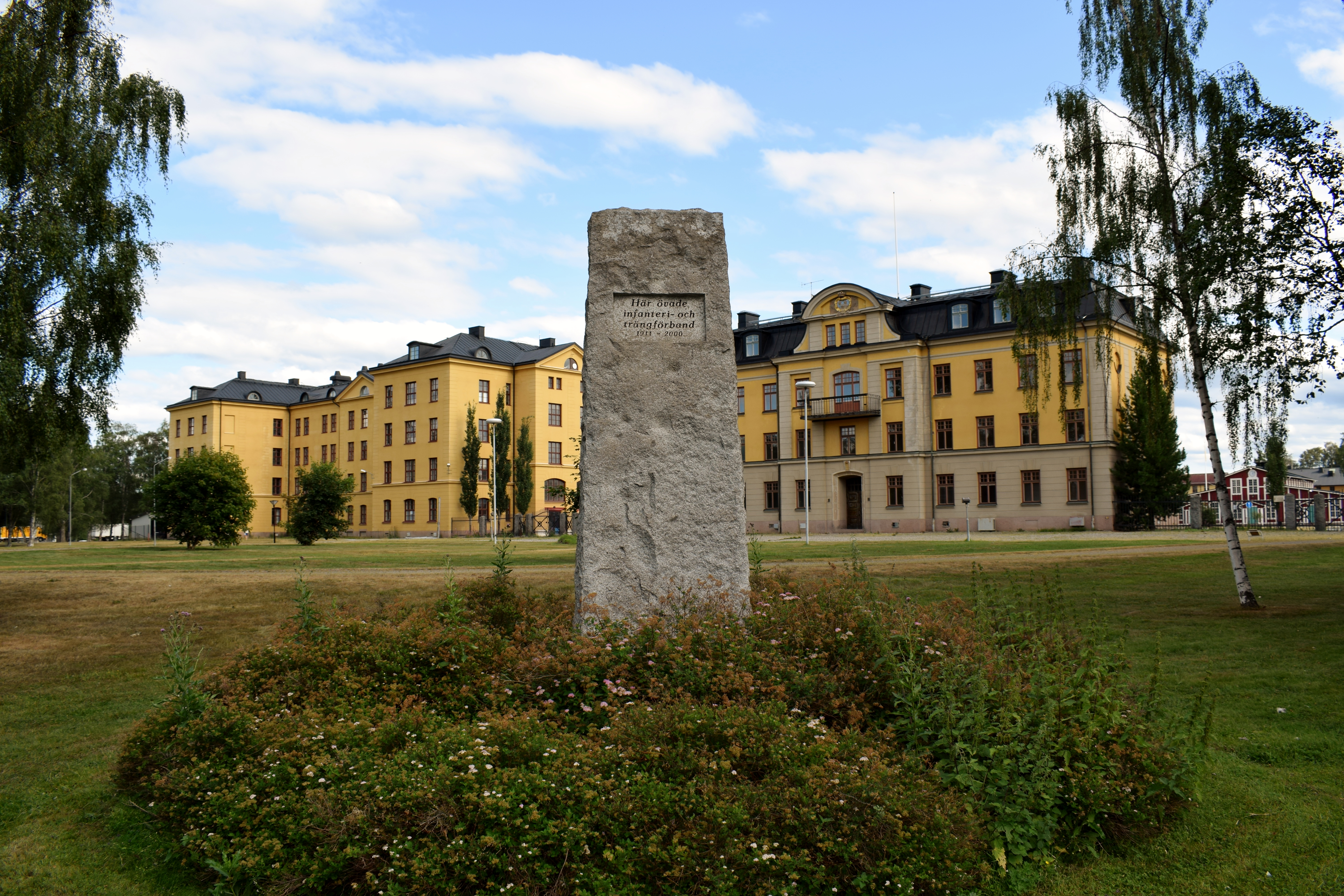
Minnessten vid Västernorrlands regemente.